# Cima Saurel
La Cima Saurel (in francese Cime de Saurel) è una montagna di 2.451 m s.l.m. delle Alpi del Monginevro, nelle Alpi Cozie. È situata lungo il confine tra l'Italia (Città metropolitana di Torino) e la Francia (Alte Alpi).

## Descrizione

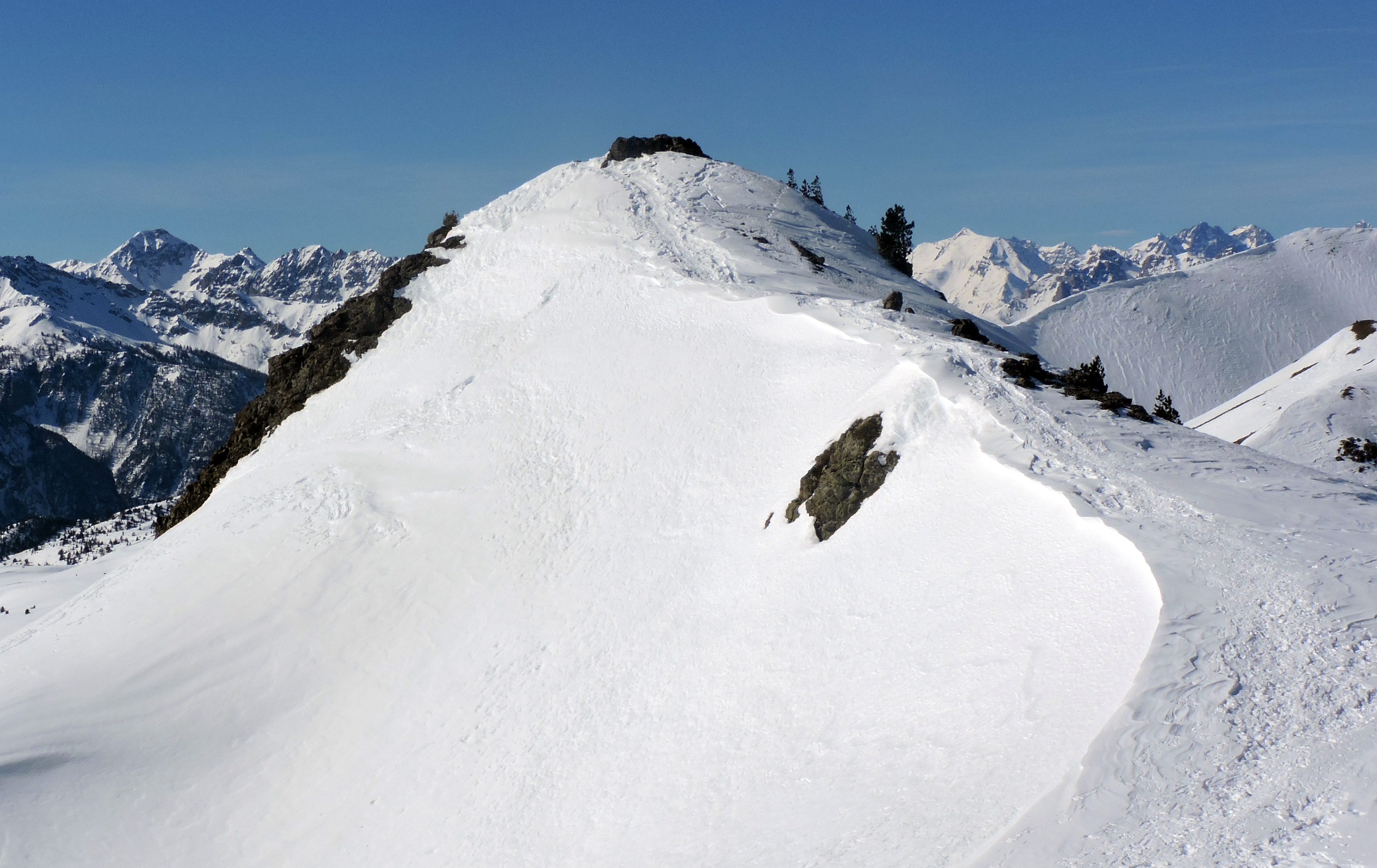
L'anticima della montagna.

La montagna costituisce il punto di incontro tra la Val Thuras (valle laterale della Val di Susa), il vallone Gimont (tributario della Piccola Dora) e la valle dalla Cerveyrette (un affluente della Durance). Amministrativamente è divisa tra il comune di Cesana Torinese (Italia) e quello di Cervières (Francia). Sulla cima, che fa parte della catena principale alpina, si trova un cippo di confine che indica il passaggio del confine italo-francese. Il punto culminante è fiancheggiato da una anticima collocata poco a nord-ovest della cima principale. Il crinale principale prosegue verso nord-ovest con il Monte Gimont e verso sud-est con la Cima Fournier.
Gli impianti di risalita del comprensorio della Via Lattea, che provengono dalla zona del Monginevro sul versante settentrionale della montagna, arrivano ad un colletto posto a breve distanza dalla vetta.

## Accesso alla vetta

### Salita estiva

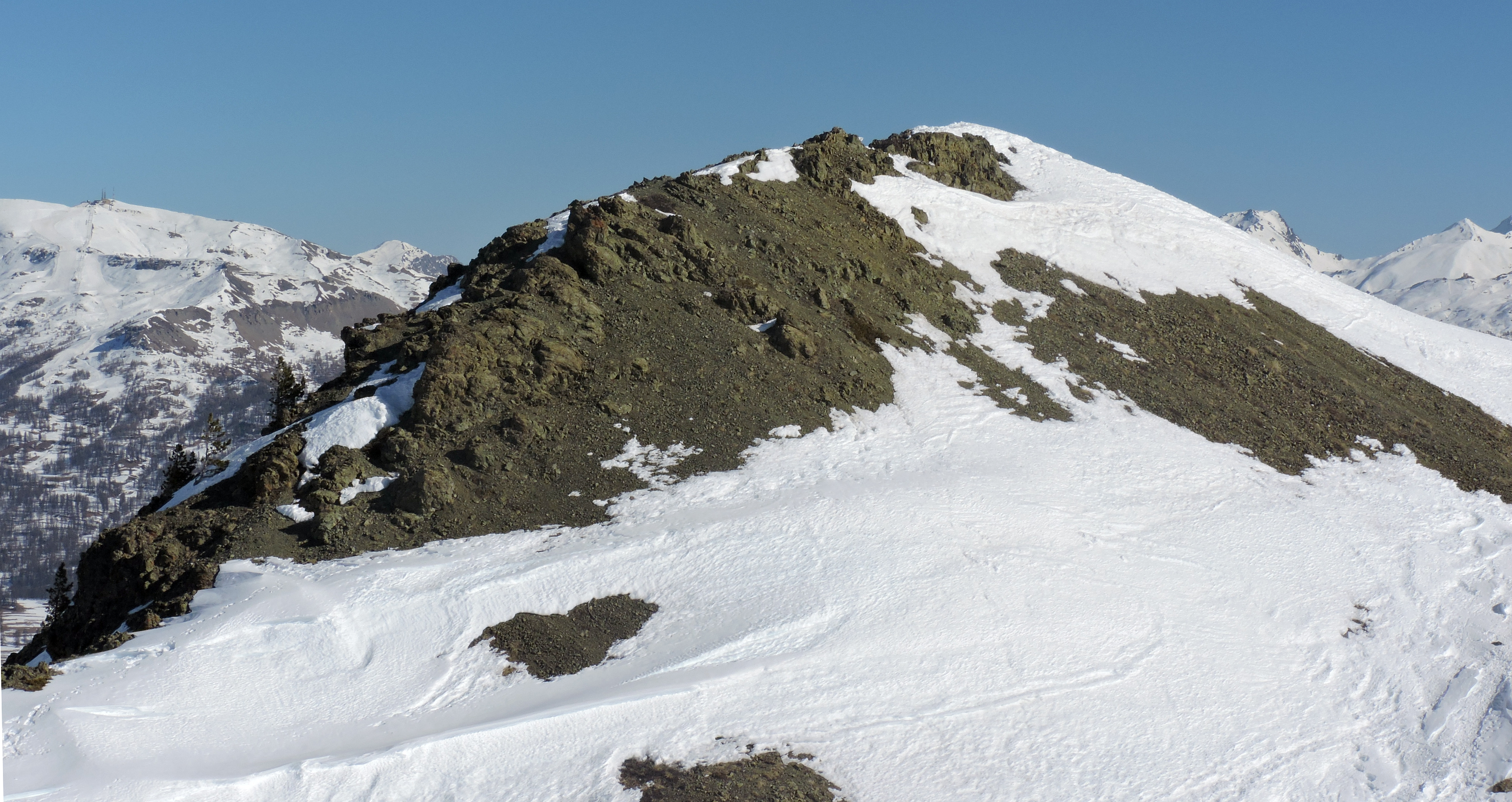
La cima vista dall'anticima

La salita dal Lago Nero, che a sua volta si può raggiungere da Bousson con una strada sterrata, è valutata di difficoltà E

### Salita invernale

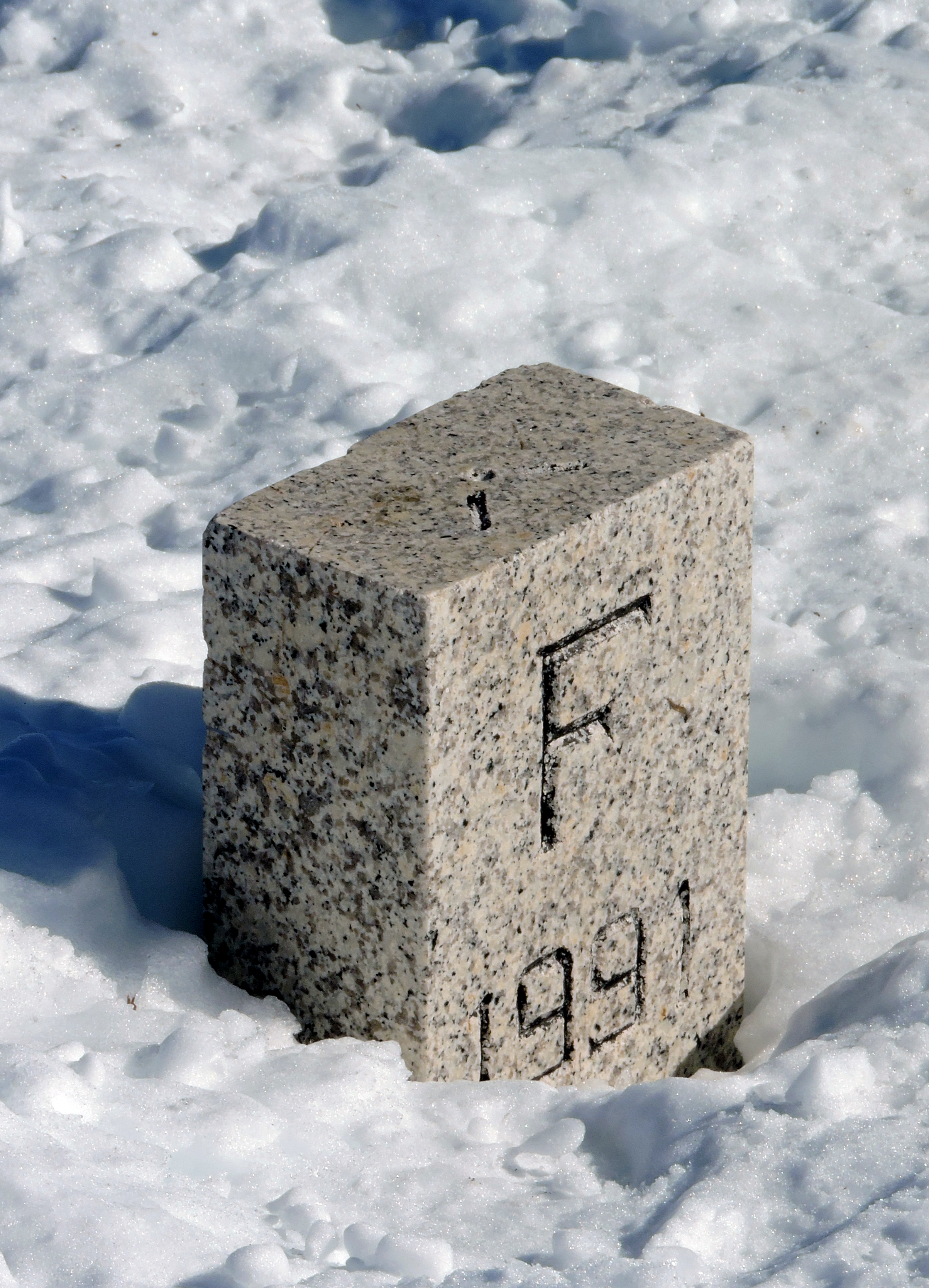
Il cippo di confine sulla cima

La montagna rappresenta una classica meta dell'escursionismo invernale con le ciaspole nonché una meta scialpinistica che, dato il rischio di valanghe relativamente ridotto, può essere adatta a periodi nei quali mete più impegnative vengano valutate troppo rischiose.

## Punti di appoggio
- Capanna Mautino, collocata a 2.110 m s.l.m. poco a nord-ovest del Lago Nero

## Protezione della natura
Il versante italiano della montagna fa parte del SIC denominato Cima Fournier e Lago Nero (cod.IT1110058), di 639 ettari di superficie..

## Cartografia
- Cartografia ufficiale italiana dell'Istituto Geografico Militare (IGM) in scala 1:25.000 e 1:100.000,  consultabile on line, su pcn.minambiente.it.
- Cartografia ufficiale francese dell'Institut géographique national (IGN),  consultabile online, su geoportail.gouv.fr.
- Istituto Geografico Centrale - Carta dei sentieri e dei rifugi scala 1:50.000 n. 1 Valli di Susa Chisone e Germanasca